# Круглая башня (Копенгаген)
Круглая башня (Rundetårn) — обсерватория в составе комплекса университетских зданий, который был возведён в приходе копенгагенской церкви Троицы по приказу короля Кристиана IV в середине XVII века.
Строительные работы, которые пришлись на 1637—1642 годы, курировал Стенвинкель Младший. Обсерватория в башне является одной из старейших в Европе. В XVII—XVIII вв. здесь трудились такие видные астрономы, как Оле Рёмер и Педер Хорребоу. Со временем башня стала одним из символов датской столицы. В сказке Х. К. Андерсена «Огниво» сказано, что у самой большой собаки глаза такой величины, как Круглая башня.
Верхний ярус башни, который поднимается на 36 метров над уровнем мостовой, занимает планетарий. Ступеней внутри нет. Наверх ведёт пологий винтовой подъём протяжённостью в 210 метров, семь раз по спирали опоясывающий башню. Предложение соорудить подъём в таком виде приписывается Кристиану IV. Благодаря такому устройству в обсерваторию могли подниматься повозки и всадники на лошадях. По легенде, в 1716 году такой подъём совершил Пётр Первый, за которым последовала его супруга в карете, запряжённой шестёркой лошадей. В 1902 г. на вершину Круглой башни впервые поднялся автомобиль.
На внешней стене башни высечено имя Божье из четырёх позолоченных еврейских букв (тетраграмматон). Надпись была собственноручно составлена Кристианом IV. Автограф короля хранится в Датском национальном архиве.
Ещё Рёмер, заметив невыгодность башни для проведения наблюдений, стал проводить исследования у себя дома. Постоянные подъёмы гружёных кладью повозок на верх башни не лучшим образом сказывались на её состоянии. Ныне обсерватория имеет любительский статус, а соответствующее подразделение университета с 1861 года выведено за пределы датской столицы.

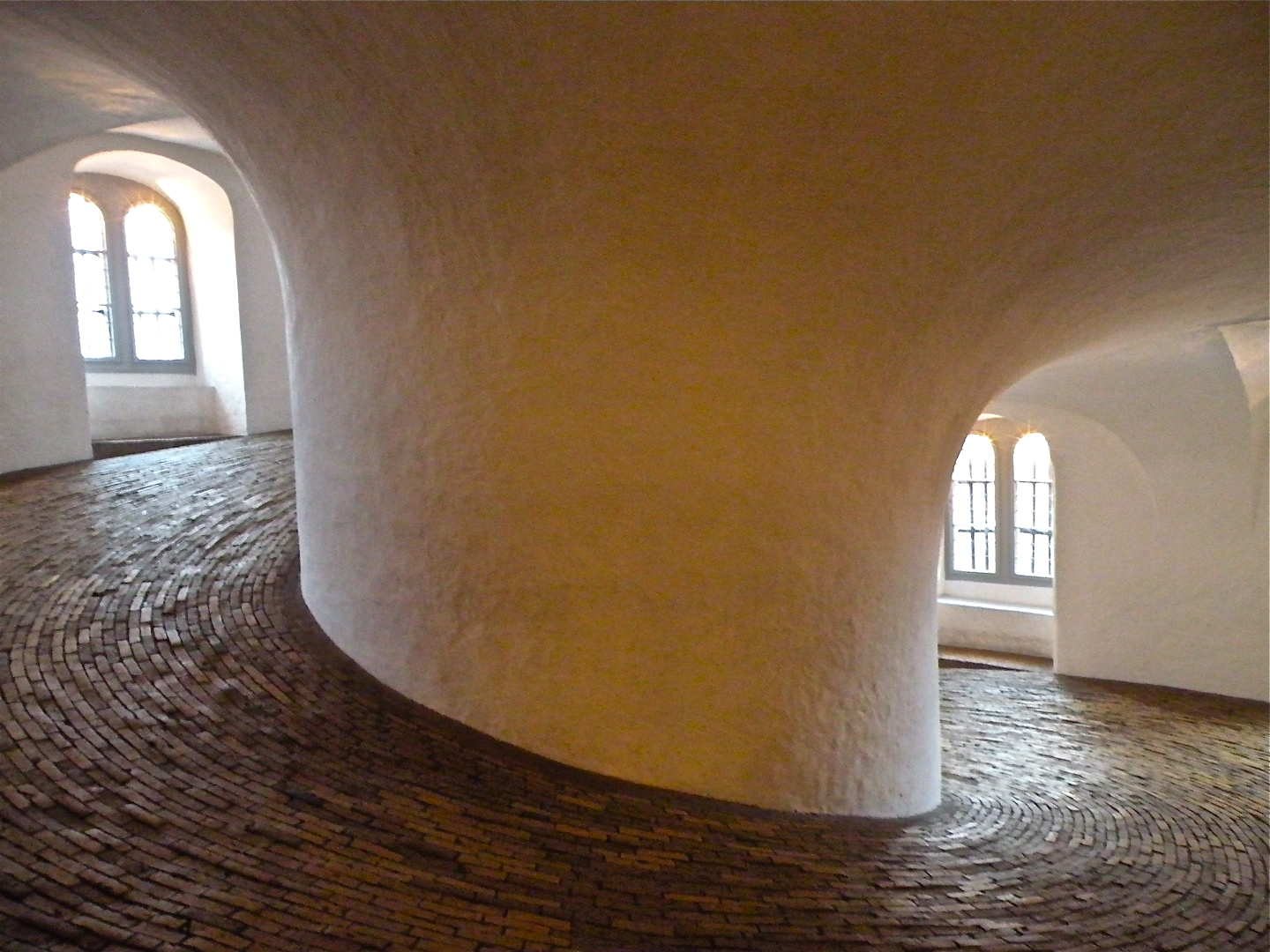
Подъёмный пандус внутри башни